# Ёро (нэнго)
Ёро (яп. 養老 ёро, ёро:, [водопад] Ёро) — девиз правления (нэнго) японской императрицы Гэнсё с 717 по 724 год .

## Продолжительность
Начало и конец эры:
- 17-й день 11-й луны 3-го года Рэйки (по юлианскому календарю — 24 декабря 717 года);
- 4-й день 2-й луны 8-го года Ёро (по юлианскому календарю — 3 марта 724 года).

## Происхождение
Название нэнго было заимствовано:
- из Ли цзи:「有虞氏皇而祭、深衣而養老」[6];
- из «Тун Вэнь-ван ши цзы ни» (кит. 同文王世子に, пиньинь Tóng wénwáng shìzini):「凡大合楽必遂養老」[6].

## События
- 717 год (3-я луна 1-го года Ёро) — садайдзин Исо-ками Маро умер в возрасте 78 лет[8].
- 717 год (9-я луна 1-го года Ёро) — императрица Гэнсё посетила провинцию Оми, где она была встречена хозяевами регионов Санъиндо, Санъёдо и Нанкайдо; развлекали её песнями и плясками. Оттуда она отправилась в провинцию Мино, где ей оказали почести повелители Токайдо, Тосандо и Хокурикудо[9].
- 718 год — вышли поправки и комментарии к Кодексу Тайхо, известные как Кодекс Ёро (яп. 養老律令 Ёро-рицурё)
- 721 год (5-я луна 5-го года Ёро) — на суд императрицы предложены составленные недавно Нихон Сёки в 30 томах[10].
- 721 год (5-я луна 5-го года Ёро) — удайдзин Фудзивара-но Фухито умер в возрасте 62 лет[11].
- 721 год (5-я луна 5-го года Ёро) — дайдзё тэнно Гэммэй умерла в возрасте 61 года[11].

## Сравнительная таблица
Ниже представлена таблица соответствия японского традиционного и европейского летосчисления. В скобках к номеру года японской эры указано название соответствующего года из 60-летнего цикла китайской системы гань-чжи. Японские месяцы традиционно названы лунами.
| 1-й год Ёро (Огненная Змея)          | 1-я луна       | 2-я луна*  | 3-я луна* | 4-я луна  | 5-я луна*              | 6-я луна* | 7-я луна   | 8-я луна*              | 9-я луна    | 10-я луна  | 11-я луна* | 12-я луна    |               |
| ------------------------------------ | -------------- | ---------- | --------- | --------- | ---------------------- | --------- | ---------- | ---------------------- | ----------- | ---------- | ---------- | ------------ | ------------- |
| Юлианский календарь                  | 16 февраля 717 | 18 марта   | 16 апреля | 15 мая    | 14 июня                | 13 июля   | 11 августа | 10 сентября            | 9 октября   | 8 ноября   | 8 декабря  | 6 января 718 |               |
| 2-й год Ёро (Земляная Лошадь)        | 1-я луна       | 2-я луна   | 3-я луна* | 4-я луна* | 5-я луна               | 6-я луна* | 7-я луна*  | 8-я луна               | 9-я луна*   | 10-я луна  | 11-я луна* | 12-я луна    |               |
| Юлианский календарь                  | 5 февраля 718  | 7 марта    | 6 апреля  | 5 мая     | 3 июня                 | 3 июля    | 1 августа  | 30 августа             | 29 сентября | 28 октября | 27 ноября  | 26 декабря   |               |
| 3-й год Ёро (Земляная Коза)          | 1-я луна       | 2-я луна   | 3-я луна* | 4-я луна  | 5-я луна*              | 6-я луна  | 7-я луна*  | 7-я луна* (високосная) | 8-я луна    | 9-я луна*  | 10-я луна  | 11-я луна*   | 12-я луна     |
| Юлианский календарь                  | 25 января 719  | 24 февраля | 26 марта  | 24 апреля | 24 мая                 | 22 июня   | 22 июля    | 20 августа             | 18 сентября | 18 октября | 16 ноября  | 16 декабря   | 14 января 720 |
| 4-й год Ёро (Металлическая Обезьяна) | 1-я луна       | 2-я луна*  | 3-я луна  | 4-я луна  | 5-я луна*              | 6-я луна  | 7-я луна*  | 8-я луна*              | 9-я луна    | 10-я луна* | 11-я луна  | 12-я луна*   |               |
| Юлианский календарь                  | 13 февраля 720 | 14 марта   | 12 апреля | 12 мая    | 11 июня                | 10 июля   | 9 августа  | 7 сентября             | 6 октября   | 5 ноября   | 4 декабря  | 3 января 721 |               |
| 5-й год Ёро (Металлический Петух)    | 1-я луна       | 2-я луна*  | 3-я луна  | 4-я луна  | 5-я луна*              | 6-я луна  | 7-я луна*  | 8-я луна               | 9-я луна    | 10-я луна* | 11-я луна* | 12-я луна    |               |
| Юлианский календарь                  | 1 февраля 721  | 3 марта    | 1 апреля  | 1 мая     | 31 мая                 | 29 июня   | 29 июля    | 27 августа             | 26 сентября | 26 октября | 24 ноября  | 23 декабря   |               |
| 6-й год Ёро (Водяная Собака)         | 1-я луна*      | 2-я луна   | 3-я луна* | 4-я луна  | 4-я луна* (високосная) | 5-я луна  | 6-я луна   | 7-я луна*              | 8-я луна    | 9-я луна   | 10-я луна* | 11-я луна    | 12-я луна*    |
| Юлианский календарь                  | 22 января 722  | 20 февраля | 22 марта  | 20 апреля | 20 мая                 | 18 июня   | 18 июля    | 17 августа             | 15 сентября | 15 октября | 14 ноября  | 13 декабря   | 12 января 723 |
| 7-й год Ёро (Водяная Свинья)         | 1-я луна*      | 2-я луна   | 3-я луна* | 4-я луна  | 5-я луна*              | 6-я луна  | 7-я луна*  | 8-я луна               | 9-я луна    | 10-я луна* | 11-я луна  | 12-я луна    |               |
| Юлианский календарь                  | 10 февраля 723 | 11 марта   | 10 апреля | 9 мая     | 8 июня                 | 7 июля    | 6 августа  | 4 сентября             | 4 октября   | 3 ноября   | 2 декабря  | 1 января 724 |               |
| 8-й год Ёро (Деревянная Крыса)       | 1-я луна*      | 2-я луна*  | 3-я луна  | 4-я луна* | 5-я луна*              | 6-я луна  | 7-я луна*  | 8-я луна               | 9-я луна    | 10-я луна  | 11-я луна* | 12-я луна    |               |
| Юлианский календарь                  | 31 января 724  | 29 февраля | 29 марта  | 28 апреля | 27 мая                 | 25 июня   | 25 июля    | 23 августа             | 22 сентября | 22 октября | 21 ноября  | 20 декабря   |               |

* звёздочкой отмечены короткие месяцы (луны) продолжительностью 29 дней. Остальные месяцы длятся 30 дней.